# 古川靖志
古川 靖志（ふるかわ やすし、1961年5月28日 - ）は、元バレーボール選手、現指導者。

## 来歴
東京都新宿区出身。川崎市立生田中学校でバレーボールを始める。
1979年、藤沢商業高等学校（現:藤沢翔陵高等学校）2年のとき、春の高校バレーで優勝。1980年、順天堂大学に進学し、3年のときに全日本入り。
1982年に世界選手権代表。翌1983年のアジア選手権ではベスト6に選ばれ、セッター賞も獲得した。
1984年、大学卒業後、日本鋼管に入社。同年のロサンゼルスオリンピックに出場した。
2008年より尚絅学院大学女子バレーボール部コーチを務め、2011年に仙台ベルフィーユのコーチを兼任。 2012年4月に仙台を退部。
2024年、リガーレ仙台のテクニカルアドバイザーに就任した。

## 所属チーム
選手
- 藤沢商業高等学校
- 順天堂大学
- 日本鋼管・NKKナイツ（1984-1993年）

指導者
- 尚絅学院大学女子バレーボール部（2008年-）
- 仙台ベルフィーユ（2011-2012年）
- リガーレ仙台（2024年-）

## 人物
- 1996年、プロゴルファーの中島千尋と結婚した。